# 6—7-я линии Васильевского острова
6—7-я линии — частично пешеходная улица на Васильевском острове Санкт-Петербурга.
6-я линия — нечётная сторона, расположена ближе к Стрелке, 7-я линия — чётная сторона улицы.
Как и остальные линии Васильевского острова, 6-я и 7-я должны были стать набережными одного из каналов, которыми собирались прорезать Васильевский остров по замыслу Петра I. Название 6—7-й линий существует с 1718 года. Они проходят от набережной Лейтенанта Шмидта Невы до набережной реки Смоленки.

## История
Первые каменные дома строились на участках от Невы до Большого проспекта. Нынешний вид улица приобрела в XIX — начале XX века.
В 2002 году на участке от Большого до Среднего проспекта была открыта пешеходная зона — Андреевский бульвар.
Осенью 2001 года Администрацией Санкт-Петербурга был объявлен конкурс на лучший проект памятника, символизирующего собирательный образ Василия, в соответствии с переписной книгой 1500 года на самом большом острове в дельте Невы находились владения новгородского посадника Василия Селезня, давшего имя Васильевскому острову. Памятник был открыт на Андреевском бульваре (возле дома № 34 по 7-й линии) 24 мая 2003 года, он изображает поручика бомбардирской роты Василия Корчмина который командовал батареей на Васильевском острове, в 1700-е годы, у так называемой «Стрелки». Скульпторы — Г. В. Лукьянов и С. В. Сергеев.
История улицы связана с историей конно-железной дороги, или конки. С 27 августа 1863 года здесь проходила одна из первых пассажирских линий: Адмиралтейская площадь — Конногвардейский бульвар — 6-я линия. В 2004 году на продолжении бульвара у Среднего проспекта была установлена конка образца 1872—1878 годов выпуска; в вагончике разместились театральные кассы. 24 октября 2005 года рядом поставили бронзовых лошадей, а 30 мая 2009 года — кучера.

## Достопримечательности

### 6-я линия
- Дом № 1 (Университетская набережная, д. № 25) — дом Алексеева (доходный дом И. О. Рубана). Построен во второй половине XVIII века, в 1830-х годах перестраивался архитекторами Х. Х. Беком и П. Шрётером, а в 1872—1873 годах — военным инженером И. О. Рубаном. В конце 1860-х годов в этом доме поселился К. Ф. Рерих с супругой Марией Васильевной и открыл здесь нотариальную контору. 27.09. 1874 в этом доме родился Н. К. Рерих, которого крестили в Андреевском соборе. В 1994 году на доме установлена мемориальная доска с надписью: «В этом доме родился и жил с 1874 по 1899 год мыслитель-гуманист, художник Николай Рерих».  памятник архитектуры (вновь выявленный объект)[4]
- Дом № 3 (Академический пер., д. № 10) — дом Е. И. Иванова. Построен в начале XIX века, в 1872 году перестроен архитектором И. И. Цимом.  памятник архитектуры (вновь выявленный объект)[4]
- Дом № 5 (Академический пер., д. № 5) — доходный дом А. Г. Эш. Построен в 1902 году, архитектор А. М. Воробьёв. В 1905—1906 годах в доме жил писатель Корней Чуковский. На первом этаже здания находится галерея современного искусства Lazarev Gallery.
- Дом № 7 (Бугский пер., д. № 6) — дом А. Н. Баландиной. Построен в конце XVIII века, в 1835 году перестроен архитектором А. С. Кириловым. Дом вошёл в историю расположенным во втором этаже трактиром «Золотой якорь», который посещали многие художники, студенты и преподаватели Академии Художеств.  памятник архитектуры (вновь выявленный объект)[4]

- Дом № 9 (Большой проспект, д. № 18, Бугский пер., д. № 3) — Андреевский рынок — конец XVIII века.
- Участок по адресу 6-я линия, д. № 11 (Большой проспект, д. № 21) — Андреевский собор, памятник архитектуры XVIII века (архитектор А. Ф. Вист, боковые приделы — Н. П. Гребёнка) и церковь Трёх Святителей (предположительно Джузеппе Трезини).  Объект культурного наследия народов РФ. Объект № 7810146000 (БД Викигида)
- Дом № 13 — дом А. И. Троекурова, построен в 1720-е-1730-е годы, образец гражданской архитектуры первой трети XVIII века.  Объект культурного наследия народов РФ. Объект № 7810130000 (БД Викигида)
- Дом № 15 — жилой дом архитектора Г.-Х. Паульсена (1780-е годы) на месте более ранних построек 1720-х-1730-х годов, также образец рядовой каменной застройки конца XVIII века, памятник архитектуры классицизма. Впоследствии в этом доме располагалась учительская семинария и Главный педагогический институт, Санкт-Петербургский университет, Ларинская гимназия[5].  памятник архитектуры (вновь выявленный объект)[4]
- Дом № 19 — дом В. И. Миллера, 1720-1730-е годы. В 1886 году частично перестроен архитектором Н. И. Шенфельдом.  памятник архитектуры (вновь выявленный объект)[4]
- Дом № 21 — дом В. И. Ковригина, 1835.  памятник архитектуры (вновь выявленный объект)[4]
- Дом № 25 — доходный дом К. Штрауха. Построен в 1835—1836 годах, архитектор М. А. Ливен.  памятник архитектуры (вновь выявленный объект)[4]
- Дом № 27 — доходный дом Е. И. Ботмана, арх. Цим И. И., перестройка, 1875[6].
- Дом № 37 — собственный доходный дом архитектора и военного инженера Э. Ф. Мельцера, построен по его собственному проекту в 1909-1910 годах. В этом доме с 1927 по 1960 год жил скульптор В. В. Лишев, с 1930-х по 1960-е — геолог П. М. Татаринов. На доме находится мемориальная доска, напоминающая о том, что в доме, находящемся ранее на этом участке, в 1893 году жил П. Д. Кузьминский — моряк, изобретатель парогазовой турбины.  памятник архитектуры (вновь выявленный объект)[4]
- Дом № 41 — под этим номером объединены два шестиэтажных доходных дома в стиле модерн, возведённые в 1906 году для К. И. Фасси и Л. А. Богусского. Архитектор Л. В. Богусский (совместно с М. И. Серовым)[7].  памятник архитектуры (вновь выявленный объект)[4]
- Дом № 47 (правый корпус) — доходный дом А. Л. Сагалова. Построен в 1912—1913 гг. в стиле необарокко (ретроспективизм), архитектор А. Л. Лишневский.  памятник архитектуры (вновь выявленный объект)[4]
- Дом № 55 — в 1866 году здесь был построен склад для товарищества пивоваренных заводов «Гамбринус» (архитектор Е. Е. Аникин). Позже дом был надстроен, в нём появились жилые помещения. Полностью перестроен в 1898 году О. Л. Игнатовичем. В результате получилось здание кирпичной промышленной архитектуры, но с интересным декоративным внутренним убранством. Во дворах между домом № 55 по 6-й линии и домом № 66 по 5-й линии находятся другие фабричные корпуса. В 1870—1874 годах они были надстроены и расширены архитектором А. Р. Гешвендом.

### 7-я линия
- Дом № 2 (Академический пер., д. № 12, Набережная Лейтенанта Шмидта, д. № 1) — жилой дом Академии наук («Дом академиков»). В 1750-х годах архитектор С. И. Чевакинский объединил в одно целое два жилых дома, находившихся здесь с начала XVIII века. В 1806—1808 гг. здание снова перестроено по проекту архитекторов А. Д. Захарова и А. Г. Бежанова. В доме жили многие выдающиеся деятели русской науки. На фасаде размещены 29 мемориальных досок.
- Дом № 4 (Академический пер., д. № 7, Днепровский пер., д. № 15) — дом А. М. Аргамакова (дом Х. Крюгера). Построен в 1730-х годах. В 1840 году надстроен архитектором И. И. Цимом, в 1874 году перестроен архитектором Л. Л. Петерсоном.  памятник архитектуры (вновь выявленный объект)[4]

- Дом № 8 (Днепровский пер., д. № 11) — дом А. Одоевской (дом И. М. Максимова). Построен в 1730-х годах, в XIX веке дважды перестраивался[7].  памятник архитектуры (вновь выявленный объект)[4]
- Дом № 12 — подворье Александро-Невской лавры. По плану Петра I превращения Васильевского острова в центральный район столицы крупнейшие монастыри в обязательном порядке должны были строить здесь каменные дома. Это здание было спроектировано архитектором Ж.-.Б. Леблоном по типовому проекту «дома для именитых». Построено в 1720—1726 годах уже после смерти Леблона архитекторами Д. Трезини и Л. Т. Швертфегером. Перестроено в начале XIX в.  Объект культурного наследия народов РФ. Объект № 7810131000 (БД Викигида)
- Дом № 14 (Днепровский пер., д. № 5) — дом князя И. И. Щербатова (дом Е. А. Емелиной). Построен в 1720—1730-х годах. В 1864 году частично перестроен архитектором К. Т. Андрущенко[7].  памятник архитектуры (вновь выявленный объект)[4]

- Дом № 16—18 (Днепровский пер., д. № 1) — доходный дом и аптека А. В. Пеля и сыновей[8]. Одна из самых старых аптек Петербурга, до революции поставляла лекарства царскому двору. Аптека Пеля представляла собой комплекс, включавший производственную аптеку, исследовательскую лабораторию, фармацевтическую фабрику (проработавшую до 1927 г.), склады, научную библиотеку с гербарием. Доходный дом в стиле модерн, где расположена аптека, строился в 1907—1910 годах, в конце жизни А. В. Пеля, а окончен был уже после его смерти. Согласно легенде, в башне, которую Александр Пель построил во дворе аптеки, он проводил алхимические опыты и разводил грифонов. В 1994 году «башня грифонов» была украшена петербургскими художниками и стала памятником андеграунда[9]. Сейчас доступ к башне закрыт. После реставрации 1983 года в аптеке создан музей истории отечественной фармации.  памятник архитектуры (вновь выявленный объект)[4]
- Дом № 20 (Днепровский пер., д. № 2) — Андреевское городское училище[7]. Построено в 1786 году по разработанному архитектором Ф. И. Волковым типовому проекту народного училища. Это каменное двухэтажное здание, прямоугольное в плане, c небольшим ризалитом в три окна в средней части, увенчанным треугольным фронтоном. По уставу таким училищам отводилось место вблизи храма, по которому и возникало обиходное название. В Петербурге сохранилось два училища, построенных по таким проектам (второе — Воздвиженское городское училище на Лиговском проспекте, д. № 128). При этом дом на 7-й линии — единственное здание народного училища, сохранившееся без перестройки с XVIII века.  памятник архитектуры (вновь выявленный объект)[4]
- Дом № 22 (Большой проспект, д. № 20) — дом с лавками Степановых. Построен в 1800—1809 годах, частично перестроен в 1910 году гражданским инженером С. М. Беляковым.  памятник архитектуры (вновь выявленный объект)[4]
- Дом № 26 — доходный дом А. А. Большакова. В 1909—1910 годах архитектор Д. А. Крыжановский по заказу купца Большакова возвел на участке, где прежде был деревянный особняк, шестиэтажный доходный дом в стиле модерн.  памятник архитектуры (вновь выявленный объект)[4]

- Дом № 28 — дом В. А. Квасникова. Построен в 1828—1829 годах архитектором К. Скотти.  памятник архитектуры (вновь выявленный объект)[4]
- Дом № 32 — четырёхэтажный доходный дом П. А. Изотова. Построен в 1909-1910 годах архитектором В. В. Шаубом в стиле модерн[10].  памятник архитектуры (вновь выявленный объект)[4]
- Дом № 36 — дом М. Сундукова, построен в 1812 году, в дальнейшем перестраивался в 1912 и 1914 (внутренние работы)[7].  памятник архитектуры (вновь выявленный объект)[4]
- Дом № 38 — доходный дом, 1906—1907, арх. Гейне В. В.
- Дом № 42 — дом Струйских, построен в 1790-х годах. Достраивался в 1835 и 1860 годах. В 1892—1893 гг. архитектором А. П. Сосковым дом приспособлен под приют Общества вспоможения бедным прихода Андреевского собора.  памятник архитектуры (вновь выявленный объект)[4]
- Дом № 50 (Средний проспект, д. № 30-32) — станция метро «Василеостровская», 1967 год.
- Дом № 52 (Средний проспект, д. № 31) — здание городских начальных училищ. Построено по проекту архитектора А. Р. Гешвенда (при участии Б. А. Бржостовского) в 1896—1897 годах. В этом здании находится Физико-математический лицей № 30.  памятник архитектуры (вновь выявленный объект)[4]
- Дом № 54 — доходный дом, 1826—1849, 1898, архитектор А. К. Гаммерштедт
- Дом № 62 — доходный дом Владимировых-Крюковых, 1880, арх. Беккер Н. Ф.[11].
- Дом № 62А — здание 2003 года постройки, арх. Ситников Ю. В. и Мухина Л. Н.[11]
- Дом № 66 — средняя общеобразовательная школа № 28 Василеостровского района.
- Участок по адресу 7-я линия, д. № 68 (Малый проспект, д. № 20-22, 8-я линия, д. № 71) — Церковь Благовещения Пресвятой Богородицы, памятник архитектуры XVIII века.  Объект культурного наследия народов РФ. Объект № 7810170000 (БД Викигида)
- Дом № 70 (Малый проспект, д. № 18) — дом причта Благовещенской церкви. Построен в 1868—1870 годах архитектором К. Н. Вербицким.  памятник архитектуры (вновь выявленный объект)[4]
- Дом № 70 (Набережная Смоленки, д. № 8) — дом Шрёдера. Возведен в 1796 году, в 1838-м надстроен по проекту архитектора Е. Т. Цолликофера. В конце XIX века в доме жил рабочий трубочного завода И. Ф. Фёдоров, в квартире которого собирались социал-демократы, в том числе Г. М. Кржижановский, И. В. Бабушкин, Н. Г. Полетаев и др. Осенью 1895 года в здании проводил совещания В. И. Ленин. В 2011 году дом внесли в реестр выявленных объектов культурного наследия, однако уже в 2019 исключили и лишили охранного статуса. Осенью 2021-го участок выкупила девелоперская компания «Красная стрела», на нём планируется строительство ЖК. Согласно проекту, от дома Шрёдера останутся только фасадные стены[12].